# هشت تهران
هشتِ تهران یک اتحادیه سیاسی در طول جنگ شوروی و افغانستان بود که از مجاهدین شیعه افغانستانی، عمدتاً از گروه قومی هزاره شده بود. آن‌ها توسط ایران حمایت می‌شدند و از این رو این اتحادیه هشتِ تهران نامگذاری شد.
جناح‌های هشت تهران عمدتاً در منطقه هزاره‌جات در مرکز افغانستان فعال بودند و علیه دولت حزب دموکراتیک خلق و نیروهای حامی شوروی می‌جنگیدند. پس از مجاهدین اصلی افغانستان که یک اتحاد سنی بود (و «هفت پیشاور» نیز نامیده می‌شود)، این جناح‌ها دومین نیروی مقاومت در جنگ را تشکیل می‌دادند.
هشت تهران پس از سال‌ها مبارزه بین جناحی در هزاره‌جات در دسامبر ۱۹۸۷ با مشارکت مستقیم دولت ایران تشکیل شد. در سال ۱۹۸۹، به استثنای حزب‌الله افغانستان در یک حزب به نام حزب وحدت متحد شد.

## هشت جناح
سازمان‌های افغانی زیر هشت تهران را تشکیل دادند که مقر فرماندهی همگی آنها در ایران بود:
- حزب‌الله افغانستان - به رهبری قاری احمدعلی غوردروازی
- سازمان نصر - (همچنین به نام سازمان نصر اسلامی افغانستان) به رهبری سید حسین حسینی، عبدالعلی مزاری و شیخ شفق.
- سپاه پاسداران انقلاب اسلامی افغانستان - به رهبری شیخ اکبری.
- جنبش نهضت اسلامی افغانستان (IMOA) - به رهبری محمد آصف محسنی و شیخ صادق هاشمی. یکی از اعضای هشت تهران، که به حزب وحدت پیوست، اما مدت کمی بعد از آن خارج شد.[۲]
- شورای انقلاب اتفاق اسلامی افغانستان، معروف به حزب شورا - به رهبری سید علی بهشتی و سید جگران.
- نهضت انقلاب اسلامی - به رهبری نصرالله منصور.
- اتحادیه مبارزان اسلام - به رهبری مصباح ساعد، از رهبران هزاره بامیان.
- حزب رعد - به رهبری شیخ سید عبدالجعفر نادری، محمد هزائی و سید اسماعیل بلخی.